# Arcobaleno (film inedito)
Arcobaleno è un film inedito diretto da Giorgio Ferroni.
Mai distribuito, era dichiarato pronto per la distribuzione nel maggio 1943.

## Produzione
Prodotta dalla C.I.F (Consorzio Italiano Film) di Carlo Borsari, la pellicola risulta, da alcuni annunci, messa in lavorazione nel dicembre 1942.
Il film è stato probabilmente montato con scarti e/o spezzoni di altri film, mai distribuito, era dichiarato pronto per la distribuzione nel maggio 1943.
Forse per recuperare un po' di denaro, molto materiale del film venne incorporato nel film di rivista Dove sta Zazà? del 1947.
In una breve scena di tre minuti, appare Totò, che in seguito ha sempre smentito di voler partecipare al film.
Già nel 1943 si era pensato di dar vita ad una sorta di rivista filmata, assegnandone la regia a Gustavo Abel, poi a Crescenzio Benelli e infine a Giorgio Ferroni, su soggetto di Aldo Rubens e con l'impiego di grandiose scenografie, straordinarie orchestre e ballerine di prim' ordine. Il titolo del film doveva essere "Arcobaleno" e avrebbero dovuto prendere parte, in rapide successioni o sketch, Totò, Nino Taranto, Wanda Osiris, Carlo Dapporto e altri comici di successo, che si ritroveranno poi puntualmente ne I pompieri di Viggiù. Il progetto però naufragò, travolto dagli eventi che caratterizzarono l'anno 1943, con il crollo del fascismo e l'armistizio dell'8 settembre, per rinascere poi dopo la guerra, con tutti i cambiamenti del caso, con il titolo Dove sta Zazà, affidato alla regia di Giorgio Simonelli. Certamente "I pompieri di Viggiù" realizzato sei anni dopo, può essere considerato come il seguito di quella prima idea abortita. Caso unico nella filmografia di Totò, "I pompieri di Viggiù", per quello che lo riguarda, costituisce un punto di riferimento esemplare e di incontro tra Mario Mattoli e Antonio de Curtis entrambi amanti del teatro e abbastanza supponenti con il cinema.
Girato a Cinecittà e in esterni a Budapest.
Esiste una sequenza montata di circa 45 minuti, priva di titoli di testa, probabilmente assemblata assieme ad altre inquadrature derivanti da altre sequenze.